# Schoenoplectus tabernaemontani
Schoenoplectus tabernaemontani là loài thực vật có hoa trong họ Cói. Loài này được (C.C.Gmel.) Palla miêu tả khoa học đầu tiên năm 1888.

## Hình ảnh

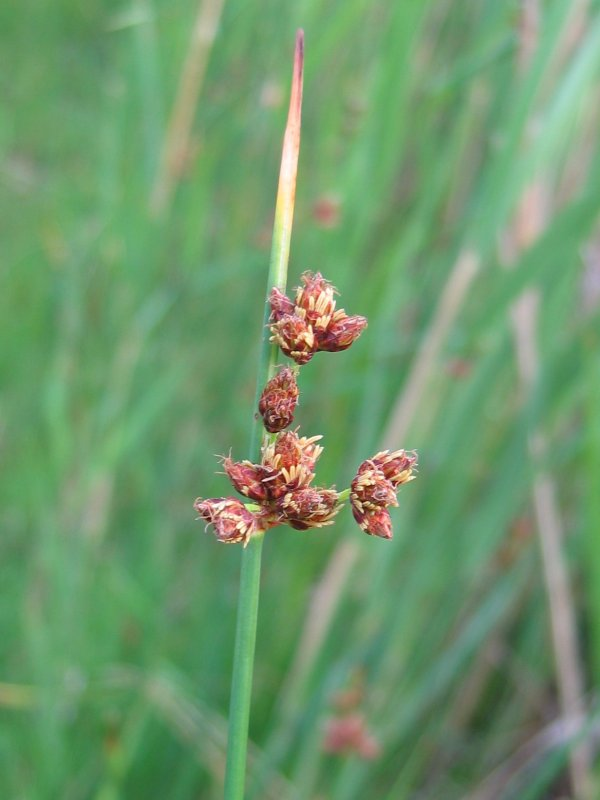
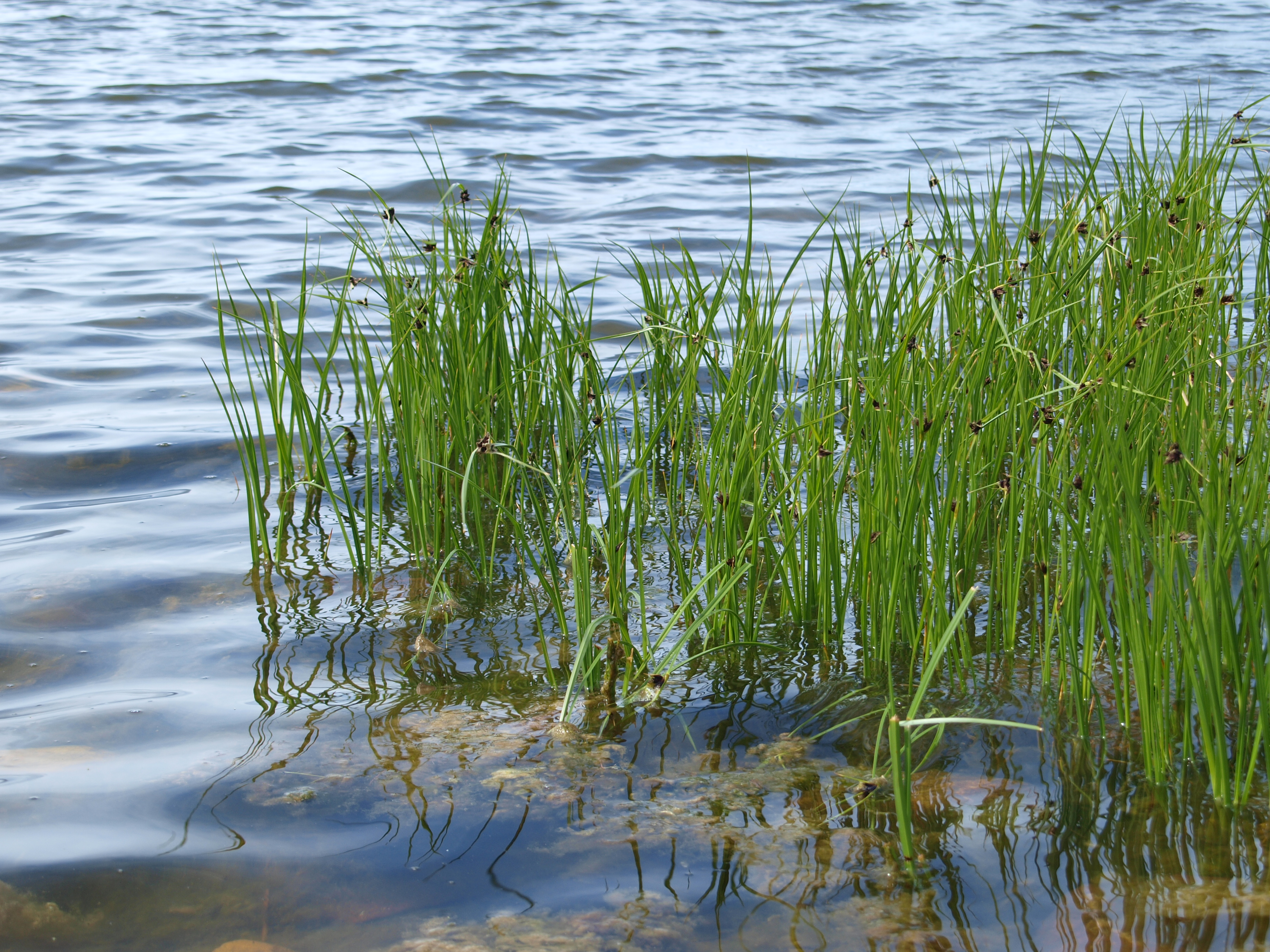
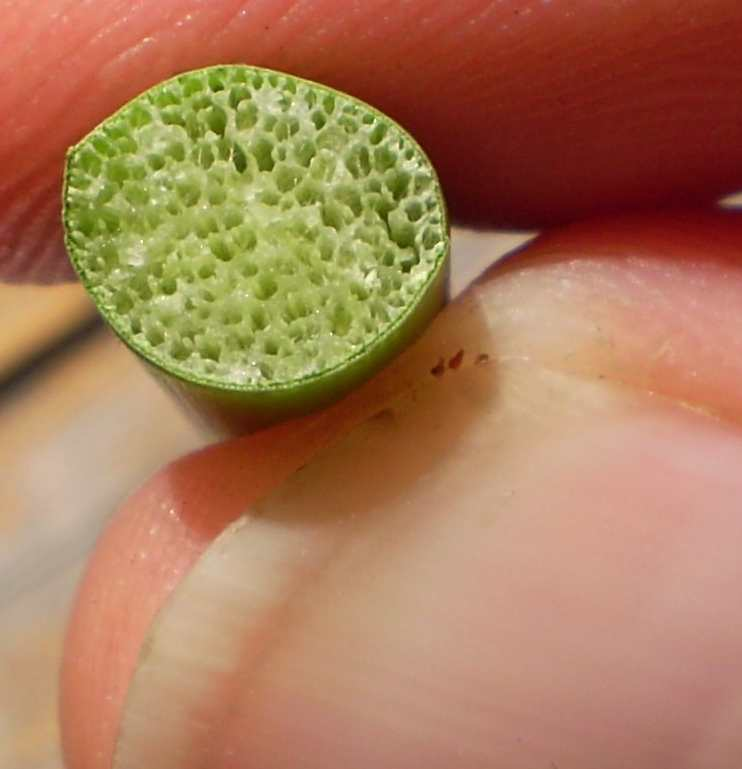
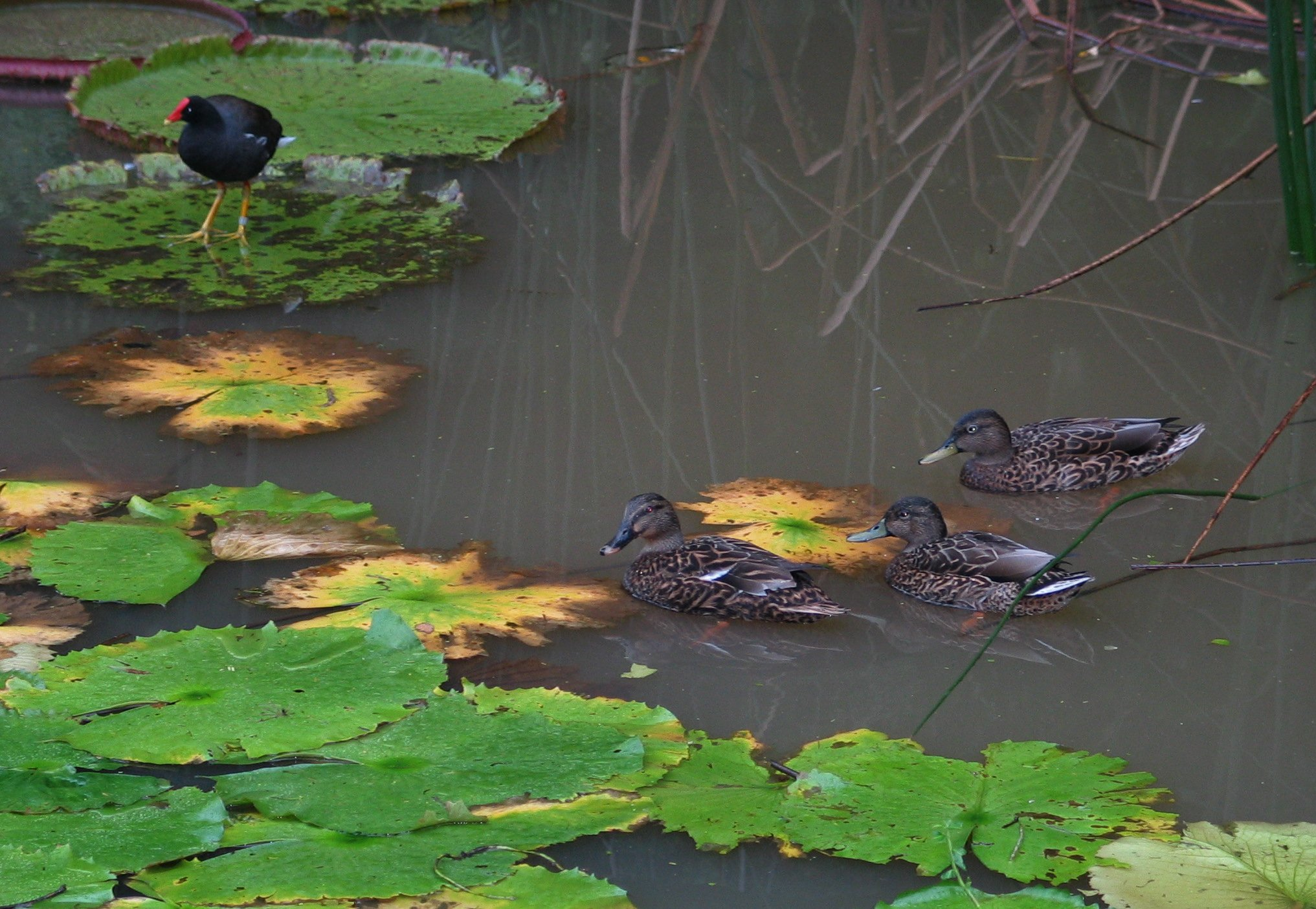